# Serie B 2014-2015 (calcio femminile)
L'edizione 2014-15 è stata la quarantaquattresima del campionato di Serie B femminile italiana di calcio. È inoltre il torneo di secondo livello nella struttura del calcio femminile in Italia, livello riacquistato dopo l'abolizione del campionato di Serie A2 al termine della stagione 2012-2013.

## Stagione
Vi hanno partecipano 55 squadre divise in quattro gironi composti (ove possibile) su scala geografica: nord-ovest il girone A, nord-est il girone B, centro-nord quello C e centro-sud quello D. A causa di un numero dispari di squadre (55), i gironi non hanno numero uguale di squadre: il minimo, comunque, è di 12 squadre mentre il massimo è fissato a 14. I gironi A, C e D hanno raggiunto il massimo numero di squadre consentito (14), il girone B la quota media (13).
Le prime classificate di ogni girone sono promosse direttamente in Serie A. Le ultime dei quattro gironi sono retrocesse in Serie C regionale, mentre altre quattro squadre sono retrocesse tramite i play-out, ai quali accedono le terzultime e le penultime di ogni girone. I quattro play-out si disputano in gara unica sul campo della meglio piazzata in campionato. In caso di parità dopo i 90 minuti, si disputano due tempi supplementari da 15 minuti l'uno: in caso di ulteriore parità, si salva la squadra meglio classificata in campionato.
In tutti e quattro i gironi, in caso di scarto maggiore ai 9 punti tra due squadre che si sarebbero dovute affrontare nei play-out, questo non ha luogo e si considera già sconfitta (e dunque, direttamente retrocessa) la squadra distaccata di almeno 10 punti.

### Suddivisione

#### Girone A
| - Alba - Alessandria - Amicizia Lagaccio - Atletico Oristano - Caprera - Castelfranco - Ligorna - Luserna - Molassana Boero - Musiello Saluzzo - Real Aglianese - Scalese - Torino - Villacidro Villgomme |

#### Girone B
| - Azalee - Azzurra San Bartolomeo - Bocconi - Brixen OBI - Fortitudo Mozzecane - Franciacorta - Inter Milano - Pro Lissone - Real Meda - Südtirol - Tradate Abbiate - Valpolicella - Unterland |

#### Girone C
| - Bearzi - Castelvecchio - Due Monti - Gordige - Grifo Perugia - Imolese - E.D.P. Jesina - Marcon - New Team Ferrara - Net.Uno Venezia Lido - Reggiana - Trevignano - Vittorio Veneto - Ženský-Padova |

#### Girone D
| - Acese - Apulia Trani - Audax Palmoli - Catania - Centro Ester - Chieti - Domina Neapolis - Lazio CF - Ludos Palermo - Nebrodi - Napoli - Real Marsico - Roma CF - Salento Women |

## Girone A

### Classifica finale
Aggiornata al 26 aprile 2015.
|  | Pos. | Squadra              | Pt | G  | V  | N | P  | GF | GS | DR  |
|  | ---- | -------------------- | -- | -- | -- | - | -- | -- | -- | --- |
|  | 1.   | Luserna              | 69 | 26 | 22 | 3 | 1  | 92 | 15 | +77 |
|  | 2.   | Alba                 | 65 | 26 | 21 | 2 | 3  | 70 | 18 | +52 |
|  | 3.   | Musiello Saluzzo     | 55 | 26 | 17 | 4 | 5  | 56 | 27 | +29 |
|  | 4.   | Atletico Oristano    | 49 | 26 | 15 | 4 | 7  | 66 | 38 | +28 |
|  | 5.   | Molassana Boero      | 44 | 26 | 13 | 5 | 8  | 65 | 43 | +22 |
|  | 6.   | Alessandria          | 39 | 26 | 11 | 6 | 9  | 45 | 38 | +7  |
|  | 7.   | Amicizia Lagaccio    | 34 | 26 | 10 | 4 | 12 | 44 | 41 | +3  |
|  | 8.   | Castelfranco         | 32 | 26 | 9  | 5 | 12 | 44 | 44 | 0   |
|  | 9.   | Scalese              | 28 | 26 | 7  | 7 | 12 | 31 | 43 | -12 |
|  | 10.  | Villacidro Villgomme | 27 | 26 | 7  | 6 | 13 | 43 | 64 | -21 |
|  | 11.  | Torino (-1)          | 21 | 26 | 5  | 7 | 14 | 32 | 74 | -42 |
|  | 12.  | Caprera              | 18 | 26 | 5  | 3 | 18 | 22 | 68 | -46 |
|  | 13.  | Real Aglianese       | 18 | 26 | 5  | 3 | 18 | 17 | 64 | -47 |
|  | 14.  | Ligorna 1922 (-1)    | 13 | 26 | 3  | 5 | 18 | 28 | 78 | -50 |

Legenda:
      Promossa in Serie A 2015-2016
 Qualificate ai play-out
      Retrocessa in Serie C 2015-2016
Note:
Ligorna 1922 e Torino hanno scontato un punto di penalità.

### Play-out
|         | Risultati |                | Luogo e data                        |
| ------- | --------- | -------------- | ----------------------------------- |
| Caprera | 2 - 0     | Real Aglianese | La Maddalena, 10 maggio 2015, 15:00 |
|         |           |                |                                     |

Verdetti
- Luserna promosso in Serie A.
- Ligorna 1922 e Real Aglianese retrocesse in Serie C.

## Girone B

### Classifica finale
Aggiornata al 26 aprile 2015.
|  | Pos. | Squadra                | Pt | G  | V  | N | P  | GF | GS | DR  |
|  | ---- | ---------------------- | -- | -- | -- | - | -- | -- | -- | --- |
|  | 1.   | Südtirol               | 60 | 24 | 19 | 3 | 2  | 66 | 13 | +53 |
|  | 2.   | Valpolicella           | 53 | 24 | 16 | 5 | 3  | 71 | 23 | +48 |
|  | 3.   | Inter Milano           | 50 | 24 | 15 | 5 | 4  | 56 | 15 | +41 |
|  | 4.   | Real Meda              | 48 | 24 | 14 | 6 | 4  | 42 | 23 | +19 |
|  | 5.   | Fortitudo Mozzecane    | 39 | 24 | 12 | 3 | 9  | 62 | 49 | +13 |
|  | 6.   | Bocconi                | 35 | 24 | 10 | 5 | 9  | 46 | 34 | +12 |
|  | 7.   | Tradate Abbiate        | 27 | 24 | 8  | 3 | 13 | 29 | 41 | -12 |
|  | 8.   | Azzurra San Bartolomeo | 25 | 24 | 7  | 4 | 13 | 33 | 55 | -22 |
|  | 9.   | Franciacorta           | 23 | 24 | 5  | 8 | 11 | 27 | 49 | -22 |
|  | 10.  | Azalee                 | 21 | 24 | 5  | 6 | 13 | 25 | 39 | -14 |
|  | 11.  | Brixen OBI             | 19 | 24 | 5  | 4 | 15 | 22 | 51 | -29 |
|  | 12.  | Pro Lissone            | 19 | 24 | 5  | 4 | 15 | 19 | 64 | -45 |
|  | 13.  | Unterland              | 18 | 24 | 4  | 6 | 14 | 24 | 66 | -42 |

Legenda:
      Promossa in Serie A 2015-2016
 Qualificate ai play-out
      Retrocessa in Serie C 2015-2016

### Play-out
|            | Risultati |             | Luogo e data                      |
| ---------- | --------- | ----------- | --------------------------------- |
| Brixen OBI | 2 - 1     | Pro Lissone | Bressanone, 10 maggio 2015, 15:00 |
|            |           |             |                                   |

Verdetti
- Südtirol Damen Bolzano promosso in Serie A.
- Unterland Damen e Pro Lissone retrocessi in Serie C.

## Girone C

### Classifica finale
Aggiornato al 26 aprile 2015.
|  | Pos. | Squadra              | Pt | G  | V  | N | P  | GF | GS | DR  |
|  | ---- | -------------------- | -- | -- | -- | - | -- | -- | -- | --- |
|  | 1.   | Vittorio Veneto      | 68 | 26 | 21 | 5 | 0  | 76 | 20 | +56 |
|  | 2.   | Marcon               | 64 | 26 | 20 | 4 | 2  | 64 | 8  | +56 |
|  | 3.   | Grifo Perugia        | 51 | 26 | 15 | 6 | 5  | 53 | 18 | +35 |
|  | 4.   | E.D.P. Jesina        | 49 | 26 | 15 | 4 | 7  | 48 | 26 | +22 |
|  | 5.   | Bearzi               | 48 | 26 | 14 | 6 | 6  | 59 | 31 | +28 |
|  | 6.   | Castelvecchio        | 36 | 26 | 11 | 3 | 12 | 49 | 45 | +4  |
|  | 7.   | Imolese              | 35 | 26 | 10 | 5 | 11 | 39 | 43 | -4  |
|  | 8.   | Ženský-Padova        | 31 | 26 | 9  | 4 | 13 | 37 | 53 | -16 |
|  | 9.   | Trevignano           | 30 | 26 | 8  | 6 | 12 | 45 | 52 | -7  |
|  | 10.  | New Team Ferrara     | 29 | 26 | 8  | 5 | 13 | 44 | 61 | -17 |
|  | 11.  | Reggiana (-1)        | 28 | 26 | 9  | 2 | 15 | 37 | 42 | -5  |
|  | 12.  | Gordige              | 25 | 26 | 7  | 4 | 15 | 36 | 50 | -14 |
|  | 13.  | Due Monti            | 12 | 26 | 3  | 3 | 20 | 26 | 90 | -64 |
|  | 14.  | Net.Uno Venezia Lido | 10 | 26 | 3  | 1 | 22 | 23 | 97 | -74 |

Legenda:
      Promossa in Serie A 2015-2016
 Qualificate ai play-out
      Retrocessa in Serie C 2015-2016
Note:
La Reggiana ha scontato un punto di penalità.
Verdetti
- Permac Vittorio Veneto promosso in Serie A.
- Due Monti e Net.Uno Venezia Lido retrocessi in Serie C[5].

## Girone D

### Classifica finale
Aggiornata al 26 aprile 2015.
|  | Pos. | Squadra         | Pt | G  | V  | N | P  | GF | GS  | DR  |
|  | ---- | --------------- | -- | -- | -- | - | -- | -- | --- | --- |
|  | 1.   | Acese           | 74 | 26 | 24 | 2 | 0  | 92 | 10  | +82 |
|  | 2.   | Roma CF         | 61 | 26 | 19 | 4 | 3  | 96 | 20  | +76 |
|  | 3.   | Chieti          | 59 | 26 | 19 | 2 | 5  | 70 | 32  | +38 |
|  | 4.   | Napoli          | 51 | 26 | 16 | 3 | 7  | 70 | 28  | +42 |
|  | 5.   | Domina Neapolis | 48 | 26 | 15 | 3 | 8  | 58 | 28  | +30 |
|  | 6.   | Ludos Palermo   | 46 | 26 | 13 | 7 | 6  | 65 | 51  | +14 |
|  | 7.   | Lazio CF (-4)   | 37 | 26 | 13 | 2 | 11 | 46 | 42  | +4  |
|  | 8.   | Catania         | 33 | 26 | 10 | 3 | 13 | 49 | 58  | -9  |
|  | 9.   | Audax (-1)      | 26 | 26 | 7  | 6 | 13 | 40 | 51  | -11 |
|  | 10.  | Nebrodi         | 26 | 26 | 8  | 2 | 16 | 29 | 64  | -35 |
|  | 11.  | Centro Ester    | 24 | 26 | 6  | 6 | 14 | 26 | 64  | -38 |
|  | 12.  | Apulia Trani    | 15 | 26 | 4  | 3 | 19 | 9  | 62  | -53 |
|  | 13.  | Salento Women   | 13 | 26 | 4  | 1 | 21 | 28 | 85  | -57 |
|  | 14.  | Real Marsico    | 5  | 26 | 1  | 2 | 23 | 25 | 108 | -83 |

Legenda:
      Promossa in Serie A 2015-2016
 Qualificate ai play-out
      Retrocessa in Serie C 2015-2016
Note:
L'Audax ha scontato un punto di penalità
La Lazio ha scontato quattro punti di penalità.
L'Acese ha successivamente rinunciato alla partecipazione alla Serie A 2015-2016.

### Play-out
|              | Risultati |               | Luogo e data                 |
| ------------ | --------- | ------------- | ---------------------------- |
| Apulia Trani | 0 - 1     | Salento Women | Trani, 10 maggio 2015, 15:00 |
|              |           |               |                              |

Verdetti
- Acese promosso in Serie A.
- Apulia Trani e Real Marsico retrocesse in Serie C.